# Gunfight
 (juillet 2025).
Motif : Pas d'interwiki, zéro source et intérêt encylco très discutable
- Archive Wikiwix
- Bing
- Cairn
- DuckDuckGo
- E. Universalis
- Gallica
- Google
- G. Books
- G. News
- G. Scholar
- Persée
- Qwant
- (zh) Baidu
- (ru) Yandex
- (wd) trouver des œuvres sur Wikidata

| 1. | Préciser le motif de la pose du bandeau. | Précisez le motif de la pose du bandeau en utilisant la syntaxe suivante : {{admissibilité à vérifier\|date=juillet 2025\|motif=remplacez ce texte par le motif}}             |
| 2. | Informer les utilisateurs concernés.     | Pensez à avertir le créateur de l'article, par exemple, en insérant le code ci-dessous sur sa page de discussion : {{subst:avertissement admissibilité à vérifier\|Gunfight}} |

 (octobre 2007).
- Si vous ne connaissez pas le sujet, laissez ce bandeau (vous pouvez alors contacter les auteurs).
- Si vous supprimez le contenu mis en cause (vous pouvez préalablement contacter les auteurs),

argumentez précisément cette suppression dans la page de discussion
(un manque de référence n'est pas un argument ; une recherche réelle de référence doit avoir été effectuée, être formellement documentée).
Un gunfight est le nom donné aux phases de fusillades dans un jeu vidéo ou un film lorsque ladite fusillade se déroule de manière acrobatique et effrénée (sauts, esquives, mouvements spéciaux, utilisation de bullet time etc.).

## Jeux comprenant des gunfights
- Max Payne
- True Crime: Streets of LA
- Dead to Rights
- Enter the Matrix
- 50 Cent Bulletproof
- Farcry
- Far Cry 2
- Metro 2033

À l'inverse les jeux comme Medal of honor, Counter-Strike, Metal Gear ou Grand Theft Auto même s'ils contiennent de nombreuses phases de fusillade, ne présentent pas spécialement de gunfight car le joueur n'a qu'à rester sur place ou se déplacer normalement pour tirer.

## Films comprenant des gunfights
- Matrix
- Bad Boys
- Le Transporteur
- Heat
- Django Unchained